# Dasineura sisymbrii
Dasineura sisymbrii är en tvåvingeart som först beskrevs av Franz Paula von Schrank 1803.  Dasineura sisymbrii ingår i släktet Dasineura och familjen gallmyggor. Inga underarter finns listade i Catalogue of Life.

## Bildgalleri

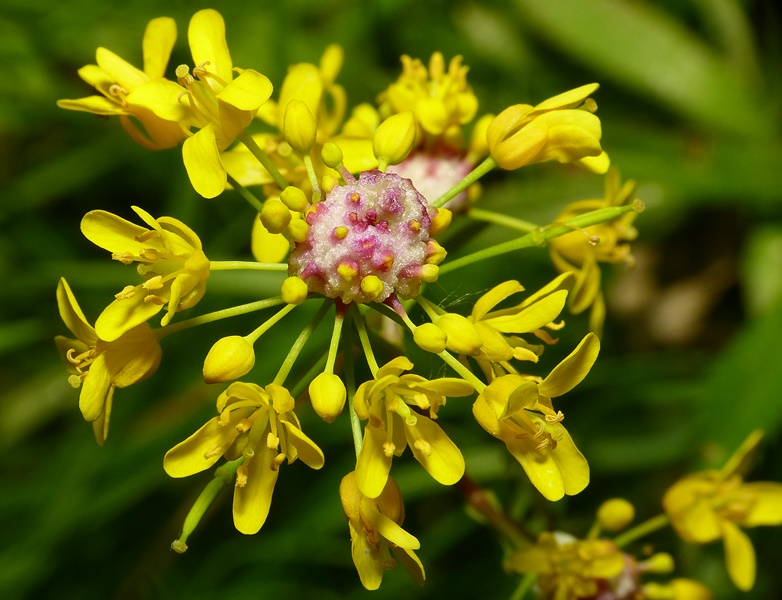